# Preber
Preber este un munte din Austria cu altitudinea de 2.740 m deasupra n.m.. Muntele este una dintre cele mai preferate regiuni de schi din munții Schladminger Tauern. Muntele se află amplasat direct pe linia de demarcație dintre landurile Salzburg și Steiermark. La poalele muntelui se află lacul Prebersee și localitatea Tamsweg, care este punct de pornire a turiștilor. În fiecare an, în luna martie, are loc „Preberlauf” o întrecere sportivă de schi, care are ruta peste lac spre vârful muntelui. Cei mai buni schiori au atins recordul de a urca la o diferență de înălțime de 1220 m, într-un timp sub 60 de minute.